# Calochaetes coccineus
Tangará-vermelhão ou saíra-carmim (Calochaetes coccineus) é uma espécie de ave da família Thraupidae. It is the only member of its genus Calochaetes.

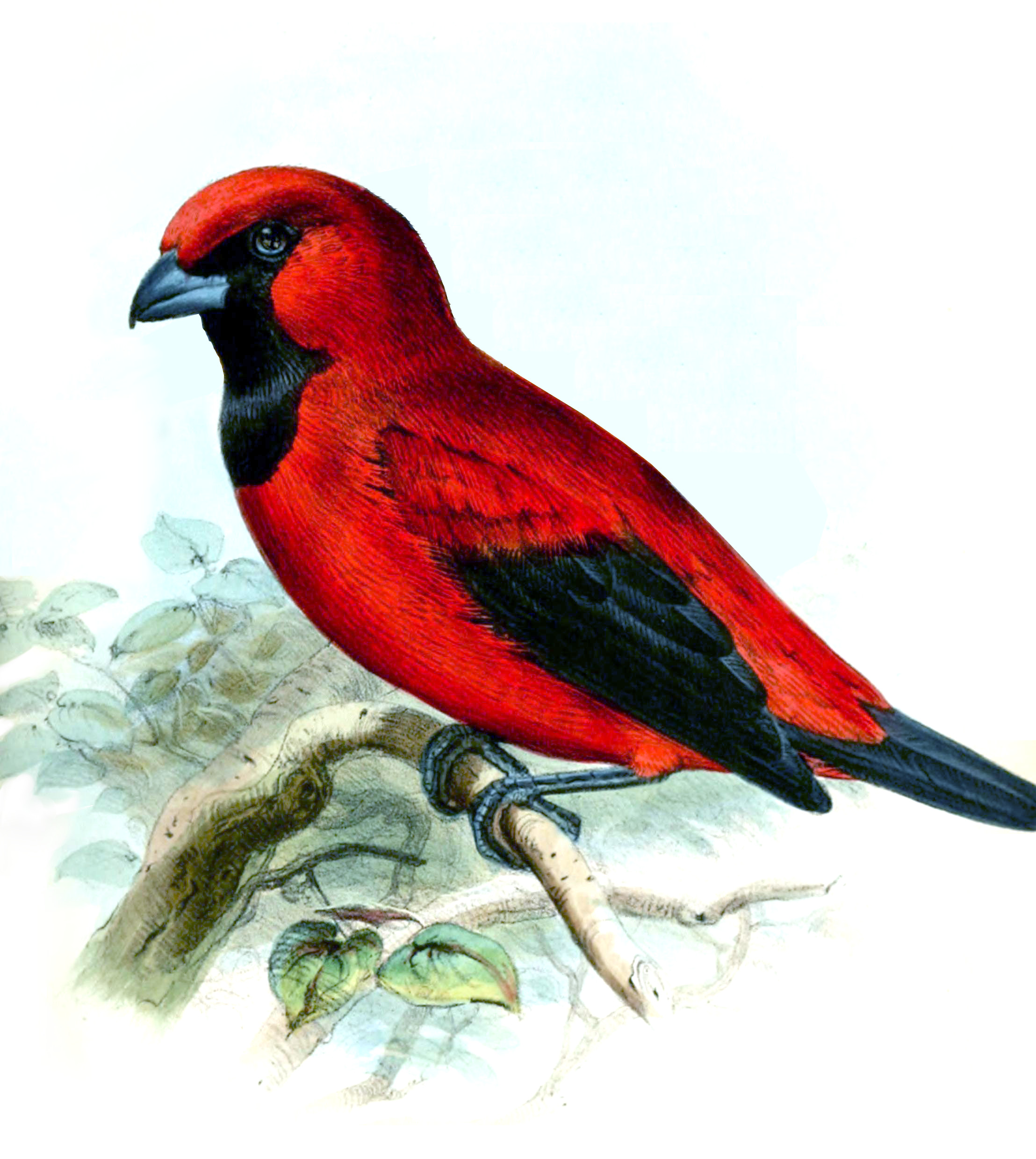

Pode ser encontrada nos seguintes países: Colômbia, Equador e Peru.
Os seus habitats naturais são: regiões subtropicais ou tropicais húmidas de alta altitude.